# Sasa guangdongensis
Sasa guangdongensis är en gräsart som beskrevs av Wan Tao Lin och X.B.Ye. Sasa guangdongensis ingår i släktet sasabambu, och familjen gräs. Inga underarter finns listade i Catalogue of Life.